# Gouvernement Garrido
 Communauté de Madrid
Cifuentes Díaz Ayuso I
Le gouvernement Garrido est le gouvernement de la communauté de Madrid entre le 22 mai 2018 et le 20 août 2019, durant la Xe législature de l'Assemblée de Madrid. Il est présidé par Ángel Garrido.

## Historique
Le 25 avril 2018, après la révélation d'irrégularités dans l'obtention d'un master en droit public, Cifuentes remet sa démission à la présidente de l'Assemblée de Madrid Paloma Adrados. Le conseiller à la Présidence et à la Justice Ángel Garrido est alors chargé d'assurer l'intérim jusqu'à l'investiture d'un nouveau président de la communauté. Celui-ci est choisi par le président du gouvernement et du Parti populaire Mariano Rajoy afin d'accomplir la dernière année de la mandature. Investi le 18 mai 2018 grâce aux voix du PP et de Ciudadanos puis nommé le lendemain, Ángel Garrido prend possession de ses fonctions le 21 mai et présente son gouvernement le jour même. La nomination des conseillers prend effet le 22 mai après publication au Bulletin officiel de la communauté de Madrid (BOCM).

## Composition

### Initiale
- Les nouveaux conseillers sont indiqués en gras, ceux ayant changé d'attribution en italique.

| Fonction                                                                | Titulaire | Titulaire               | Parti |
| ----------------------------------------------------------------------- | --------- | ----------------------- | ----- |
| Président                                                               |           | Ángel Garrido           | PPM   |
| Vice-président Conseiller à la Présidence, porte-parole du gouvernement |           | Pedro Rollán            | PPM   |
| Conseillère à l'Économie, à l'Emploi et aux Finances                    |           | Engracia Hidalgo        | PPM   |
| Conseiller à l'Environnement et à l'Aménagement du territoire           |           | Carlos Izquierdo Torres | PPM   |
| Conseiller à la Santé                                                   |           | Enrique Ruiz Escudero   | PPM   |
| Conseillère aux Politiques sociales et à la Famille                     |           | María Dolores Moreno    | PPM   |
| Conseillère aux Transports, au Logement et aux Infrastructures          |           | Rosalía Gonzalo López   | PPM   |
| Conseiller à l'Éducation et à la Recherche                              |           | Rafael Van Grieken      | PPM   |
| Conseiller à la Culture, au Tourisme et aux Sports                      |           | Jaime de los Santos     | PPM   |
| Conseillère à la Justice                                                |           | Yolanda Ibarrola        | PPM   |

### Démission du11 avril 2019
| Fonction                                                                                 | Titulaire | Titulaire                              | Parti |
| ---------------------------------------------------------------------------------------- | --------- | -------------------------------------- | ----- |
| Président (a.i) Vice-président, conseiller à la Présidence, porte-parole du gouvernement |           | Pedro Rollán                           | PPM   |
| Conseillère à l'Économie, à l'Emploi et aux Finances                                     |           | Engracia Hidalgo (jusqu'au 15.06.2019) | PPM   |
| Conseiller à l'Environnement et à l'Aménagement du territoire                            |           | Carlos Izquierdo Torres                | PPM   |
| Conseiller à la Santé                                                                    |           | Enrique Ruiz Escudero                  | PPM   |
| Conseillère aux Politiques sociales et à la Famille                                      |           | María Dolores Moreno                   | PPM   |
| Conseillère aux Transports, au Logement et aux Infrastructures                           |           | Rosalía Gonzalo López                  | PPM   |
| Conseiller à l'Éducation et à la Recherche                                               |           | Rafael Van Grieken                     | PPM   |
| Conseiller à la Culture, au Tourisme et aux Sports                                       |           | Jaime de los Santos                    | PPM   |
| Conseillère à la Justice                                                                 |           | Yolanda Ibarrola                       | PPM   |